# Agrotis duskei
Agrotis duskei är en fjärilsart som beskrevs av Grum-grshimailo. Agrotis duskei ingår i släktet Agrotis och familjen nattflyn. Inga underarter finns listade i Catalogue of Life.